# Pópulo
Pópulo ist ein Ort und eine ehemalige Gemeinde (Freguesia) im portugiesischen Kreis Alijó. In der Gemeinde lebten 278 Einwohner (Stand 30. Juni 2011).
Am 29. September 2013 wurden die Gemeinden Pópulo und Ribalonga zur neuen Gemeinde União das Freguesias de Pópulo e Ribalonga zusammengefasst. Pópulo ist Sitz dieser neu gebildeten Gemeinde.
Am Santuário da Nossa Senhora da Boa Morte Reste eines Castro.